# جزر الجفتون

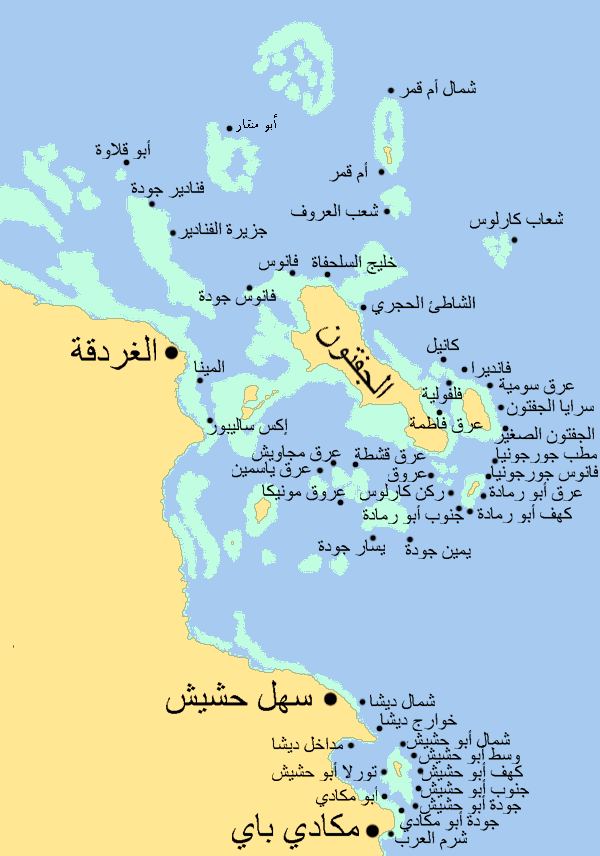
خريطة توضيحية

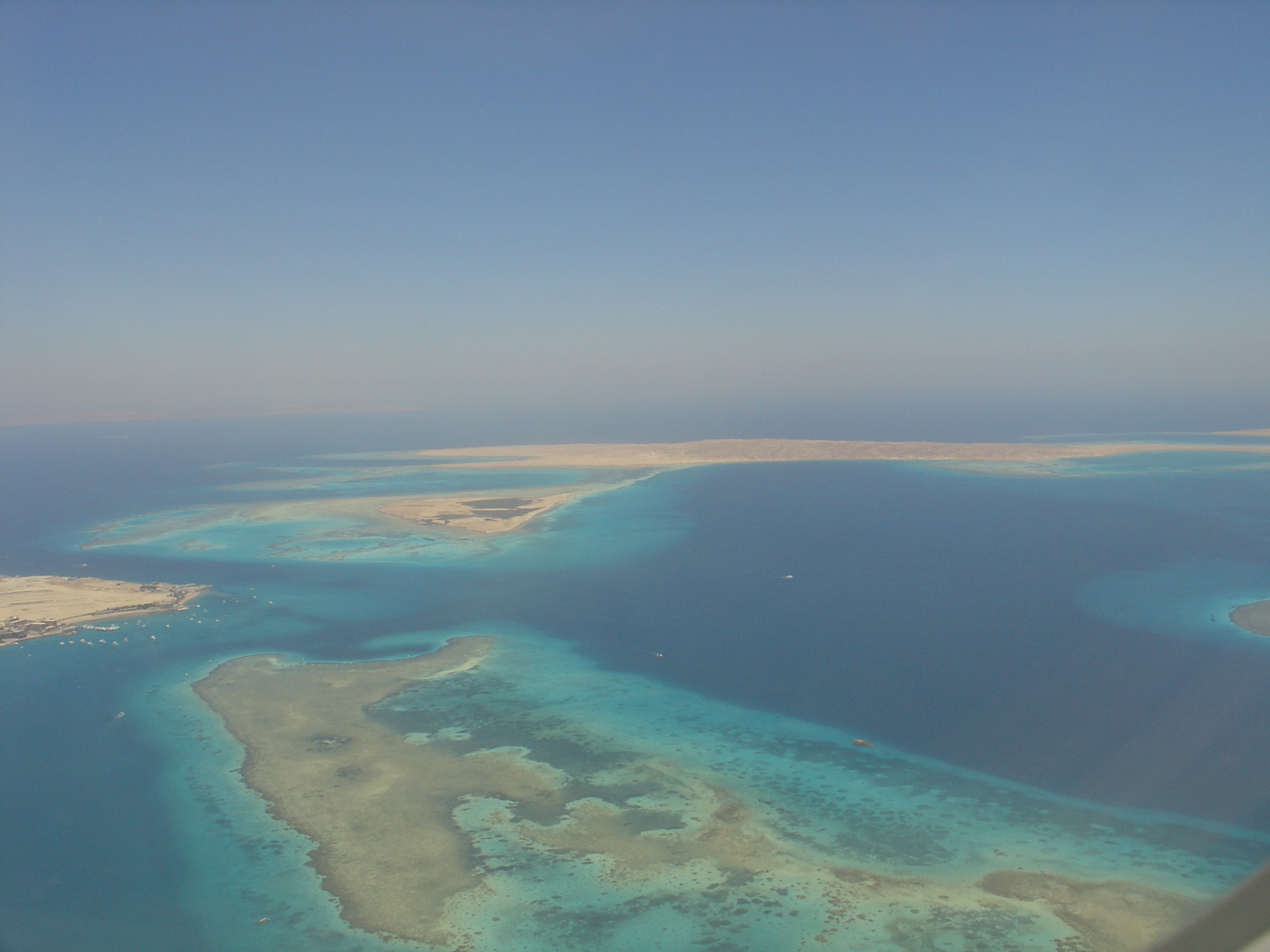
منظر الجزر من الطائرة

جزيرة الجفتون هي أول محمية طبيعية في البحر الأحمر وتعد من أهم المواطن الطبيعية لطيور النورس حيث يسكنها نحو 50% من طيور النورس في العالم، إضافة لأنواع أخرى من الطيور والزواحف.
ويمكن تقسيم جزر البحر الأحمر إلى جزر محيطية لها سمات الجزر التي تتكون في قاع المحيط على أعماق كبيرة إزاء تراكم طفوح بركانية يعلو منسوبها إلى أن يبلغ الجبال أما النوع الثاني من الجزر فهو الجزر الساحلية التي تقع قريبة من الساحل الغربي مثل جزر سفاجا والجفتون وشدوان ومجموعة جزر مضيق جبال التي تقع أمام الطرف الجنوبي ل خليج السويس.
وقد انفصلت جزيرة الجفتون بفعل عمليات التصدع إلى:
- جزيرة الجفتون الكبرى: وهي أكبر جزر مجموعة الجفتون تبلغ مساحتها 18كم2، وتمتد في شكل طولي على مسافة نحو 11 كم من ساحل الغردقة ويبلغ طول سواحلها 34 كم بمعدل 1.9 لكل كم2 من جملة مساحتها.
- جزيرة الجفتون الصغيرة وتبلغ مساحتها 3كم2، وتقع إلى الجنوب الشرقي من جزيرة جفتون الكبيرة، ويبلغ طول سواحلها 8 كم وتزداد اتساعاً في الجنوب عنه في الشمال.

## الأهمية السياحية للجزيرة
وتعتبر «الجفتون» هي الأولي من حيث الأهمية لقطاع السياحي حيث أنها الجزيرة الوحيدة المسموح بالنزول عليها فقط تتميز بموقعها القريب من مدينة الغردقة وبرمالها الناعمة وما يحيط بها من مواقع غوص.
وتضم «الجفتون» 14 موقعاً من أجمل مواقع الغوص بالغردقة إضافة إلى تعدد مواردها الطبيعية بداية من الرمال الناعمة والشواطيء الجميلة.. ونظراً لأهميتها السياحية الكبيرة فان جزيرة الجفتون تشكل إحدي دعائم اقتصاد البحر الأحمر والاقتصاد القومي لما تتمتع به من قيم اقتصادية عالية تدر بدورها تدفقات نقدية كبيرة.
وتشير إحصائيات رسمية إلى أن «الجفتون» الكبري تحظي بأهمية اقتصادياً وسياحياً حيث يتزايد اهتمام السائحين في العالم كله بزيادة الأماكن الأقل تنمية والأكثر عذريه، حيث يفضلوا الاستمتاع بها وبمواردها ومناظرها الطبيعية بحالتها الأولية.
وبالتالي زادت المساحة المعلنة كمحميات طبيعية إلى أكثر من 40 ألف كم2 بمحافظة البحر الأحمر بجانب اعلان 22 جزيرة محمية من إجمالي 40 جزيرة، كما حدد القانون عدداً من المحظورات التي لايجب ممارستها داخل نطاق هذه الجزر فيحظر صيد أو نقل أو قتل أو ازعاج الكائنات البحرية والبرية أو القيام بأعمال من شأنها القضاء عليها.
ويعتمد عدد كبير من المشتغلين بالقطاع السياحي على جزيرة «الجفتون» كمصدر رزق أساسي حيث يزور الجزيرة حوالي 40-60 عائمة يومياً وتستقبل 188 ألف زائر سنوياً يمثلون 32% من ممارسي الأنشطة البحرية بمدينة الغردقة. وتجتذب الجفتون حوالي 12% من إجمالي زائري البحر الأحمر.
كما تدر الجفتون واخواتها من جزر البحر الأحمر ايرادات مرتفعة.. مثلما حققت العديد من الدول التي تمتلك محميات طبيعية تشبه محميات مصر وذلك من خلال ايرادات رسوم الدخول فنجد أن أستراليا حققت ايرادات مقدارها 2.5 مليار دولار أسترالي وكندا حققت 6.5 مليار دولار إضافة إلى 125 ألف فرصة عمل وإيطاليا مليار يورو وبجانب توفير 80 ألف فرصة عمل.